# Omoda
Omoda — подразделение китайской компании Chery, основанное в 2022 году. Впервые марка была представлена в России и Казахстане в октябре 2022 года. Первой моделью компании является Omoda C5.
На многих рынках автомобили продаются под названием Chery, а на некоторых рынках Omoda позиционируется как премиальное подразделение.

## История
В июне 2022 года было принято решение отделить марку Omoda от Chery и создать независимый бренд для российского рынка. В иерархии автомобили Omoda расположены выше Chery, но ниже чем Exeed. Было упомянуто, что Omoda станет «достойной альтернативой» японским и немецким брендам, которые приостановили свою деятельность в России. В октябре 2022 года в продажу поступил Omoda C5.
Глобальный дебют бренда Omoda состоялся в апреле 2023 года в Уху наряду с Jaecoo. Целью объединения двух брендов было достижение ежегодных мировых продаж в 1 400 000 единиц к 2030 году (не включая Китай). Направление бренда Omoda возглавляет Стив Юм, вице-президент и главный менеджер по дизайну Chery в Китае. В том же месяце Chery основала отдельную компанию в Китае под названием Anhui Omoda Jaecoo Automobile Co., Ltd в качестве торговой марки.
По состоянию на май 2023 года, на российский рынок приходилось 45% мировых продаж Omoda.
С выходом на рынок в октябре 2022 года до конца года было продано 1 239 единиц модели OMODA C5. В 2023 году произошёл резкий рост в 34 раза — реализовано 41 983 автомобиля бренда OMODA: кроссовер OMODA C5 — 35 841 экземпляр, а седан OMODA S5, вышедший на рынок в мае с его версией GT, вышедшей в сентябре — 6142 экземпляров.
В апреле 2024 года начаты продажи электрического кроссовера OMODA E5, представляющего собой электрическую версию кроссовера OMODA C5.

## Модельный ряд
- Omoda C5/5 (октябрь 2022 — настоящее время)
- Omoda S5/O5 (май 2023 — настоящее время)
- Omoda S5/O5 GT (сентябрь 2023 — настоящее время)
- Omoda E5/EV (апрель 2024 — настоящее время)
- Omoda C7 (апрель 2024 — настоящее время)
- Omoda C3 (октябрь 2025 — настоящее время)

## Галерея

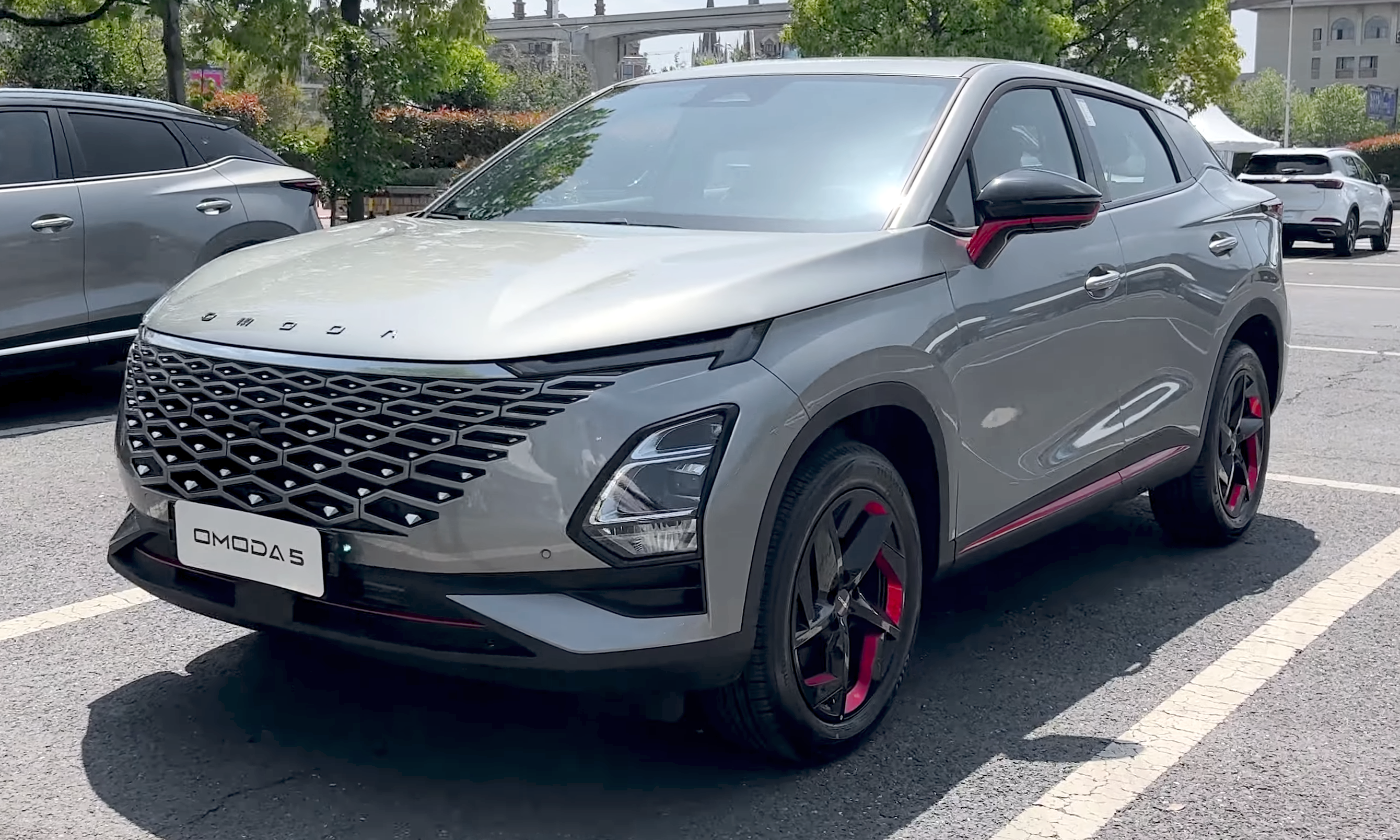
Omoda C5
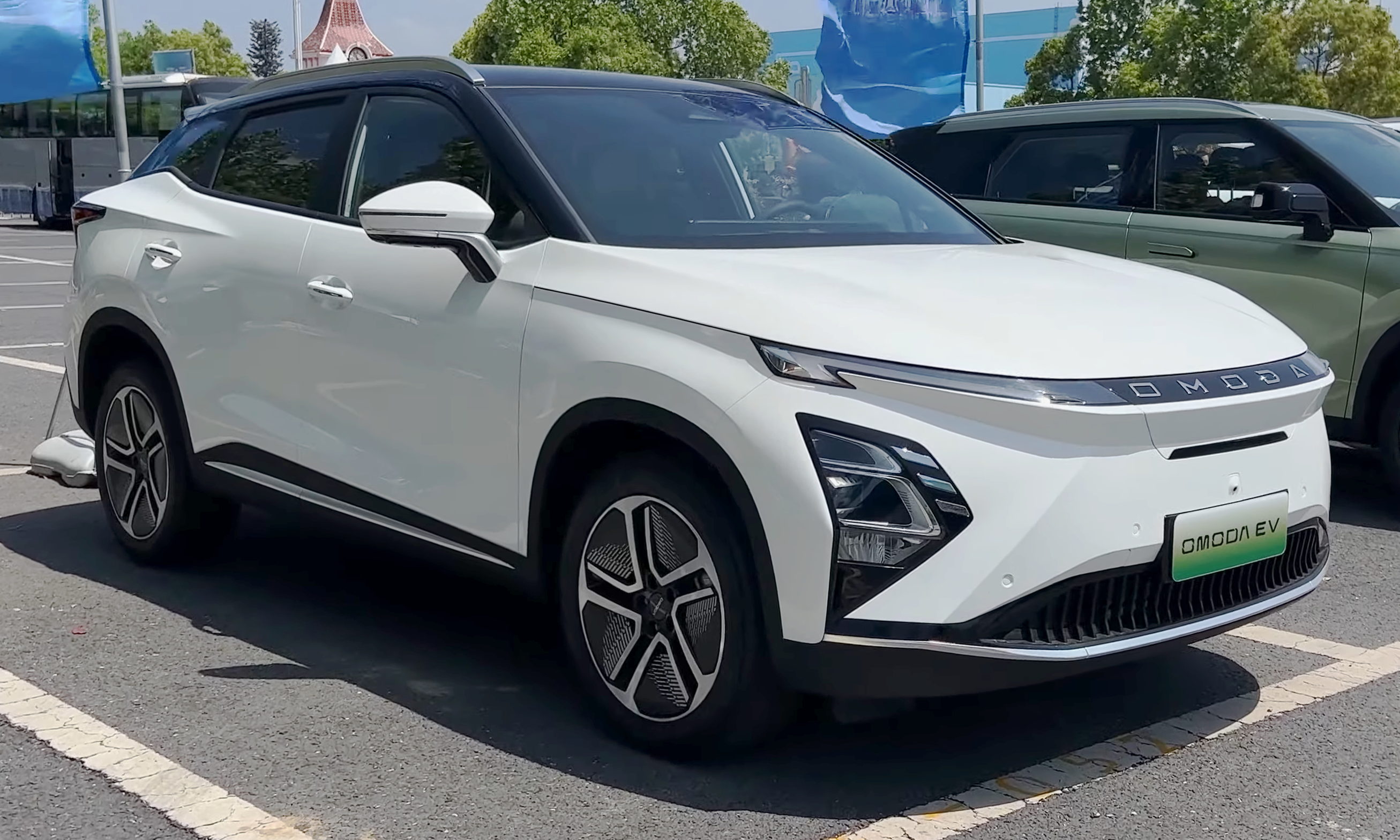
Omoda E5/EV